# Stockholmská krvavá lázeň

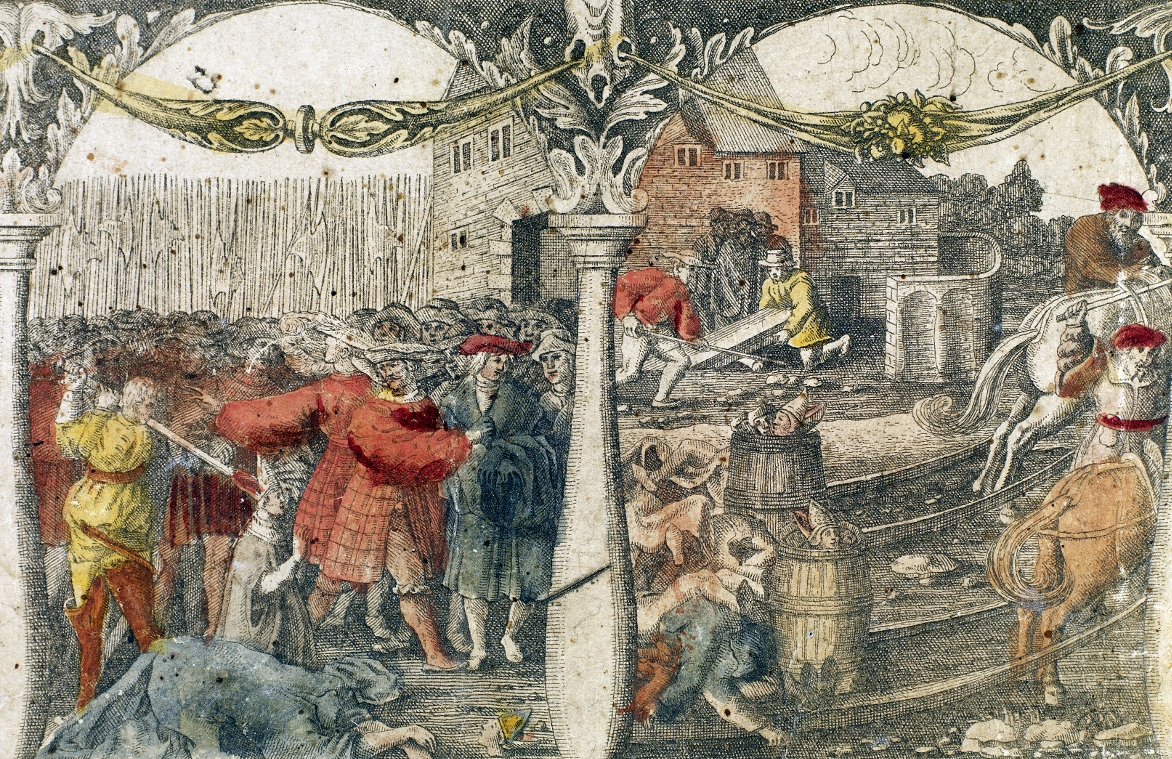

Stockholmská krvavá lázeň je název, který se používá pro události ze dne 8. až 9. listopadu 1520, kdy dánský král Kristián II. s pomocí uppsalského arcibiskupa Gustava Trolleho potlačil vzpouru švédské šlechty a měšťanstva proti dánské nadvládě. Král Kristián, s pomocí arcibiskupa Trolleho, pozval 7. listopadu, pod záminkou smírných jednání, do svého paláce ve Stockholmu přední odpůrce dánsko-švédské Kalmarské unie. Během noci byli hosté Kristiánovými vojáky zatčeni a ráno předvedeni před tribunál vedený arcibiskupem Trollem a dalšími preláty, z nichž nejaktivnější byl skarský biskup Didrik Slagheck. Zatčení byli obžalováni ze zrady a kacířství, jednalo se v podstatě o inkviziční proces. Soud proběhl velmi rychle a padlo při něm 82 rozsudků smrti, mimo jiné i pro dva biskupy a 14 předních švédských šlechticů, mezi nimiž byl i Erik Vasa, otec pozdějšího švédského krále Gustava I. Vasy. Odsouzení byli v následujících dvou dnech veřejně popraveni na Velkém náměstí ve Stockholmu, jejich rodiny byly uvězněny a majetek nechal král Kristián zkonfiskovat. Odsouzené popravoval dánský kat Jörgen Homuth, biskupové a šlechtici byli sťati, další odsouzení oběšeni nebo upáleni. Na hranici skončilo i tělo Stena Stureho, bývalého regenta Švédska a hlavního Kristiánova odpůrce, který zahynul v únoru roku 1520. Vůdcem švédského odporu proti Kristiánovi se stal Gustav I. Vasa, jemuž se podařilo před zatčením uprchnout do kraje Dalarna, podle pověsti na lyžích (připomínkou této události je švédský lyžařský závod Vasův běh). Gustav Vasa během zimy v Dalarně připravil rozsáhlé povstání proti králi Kristiánovi. Kristián vyslal proti Vasovi a jeho stoupencům vojsko, jehož vedením byl pověřen dánský biskup Didrik Slagheck, čerstvě povýšený na arcibiskupa lundského, královská vojska však byla 29. dubna 1521 u  Västerås poražena povstalci. Mezitím se o stockholmských událostech dozvěděl i papež Lev X., kterého velmi rozhořčila poprava dvou biskupů a Kristiánovo jednání odsoudil. Král svedl vinu za smrt obou biskupů na Didrika Slaghecka, jenž pro svůj vojenský neúspěch upadl v nemilost. Arcibiskup byl na králův příkaz předvolán do Kodaně, obžalován z kacířství, odsouzen k smrti a počátkem roku 1522 jako kacíř v Kodani upálen. Politickým důsledkem Stockholmské krvavé lázně byl definitivní zánik Kalmarské unie. Tato událost a její následky se staly námětem známého románu Miky Waltariho Krvavá lázeň z roku 1948.